# Głuptak czarnoskrzydły
Głuptak czarnoskrzydły (Papasula abbotti) – gatunek dużego ptaka wodnego z rodziny głuptaków (Sulidae), jedyny przedstawiciel rodzaju Papasula. Obecnie jest endemitem Wyspy Bożego Narodzenia, zagrożonym wyginięciem.

## Systematyka
Gatunek ten po raz pierwszy zgodnie z zasadami nazewnictwa binominalnego opisał w 1893 roku Robert Ridgway. Autor nadał gatunkowi nazwę Sula abbotti, jako miejsce typowe wskazał wyspę Assumption (Seszele). Epitet gatunkowy upamiętnia Williama Louisa Abbotta, który pozyskał holotyp. Obecnie gatunek ten umieszczany jest w monotypowym rodzaju Papasula; nie wyróżnia się podgatunków. W 1988 roku w oparciu o kości odnalezione na Markizach opisano wymarły podgatunek Papasula abbotti costelloi.

## Morfologia
Długość ciała wynosi około 79 cm; masa ciała: samce 1370–1620 g, samice 1470–1700 g. Podstawową barwą upierzenia jest barwa biała, górna strona skrzydeł i ogon są czarnobrązowe. Białe prążki na grzbiecie, które rozdzielają od siebie ciemne skrzydła, czarne kropkowania na tylnej części grzbietu. Dziób u samców różowoszary, u samic różowy z czarnym zakończeniem; stopy szare.

## Występowanie
Obecnie wyłącznie na należącej do Australii Wyspie Bożego Narodzenia i na pobliskich wodach (wschodnia część Oceanu Indyjskiego). Dawniej lęgi odbywał także na kilku wyspach w zachodniej części Oceanu Indyjskiego; szczątki subfosylne odkryto na Wyspach Salomona i Markizach na Pacyfiku.

## Ekologia
RozmnażanieGniazduje na wysokich drzewach lasu deszczowego. Jaja składa głównie od maja do lipca. W zniesieniu tylko jedno jajo. Para odbywa lęgi tylko co dwa lata, występuje u nich długi cykl rozmnażania.
PożywienieŻeruje na morzu; żywi się rybami i kałamarnicami.

## Status zagrożenia
Głuptak czarnoskrzydły jest najrzadziej występującym głuptakiem na świecie. W Czerwonej księdze gatunków zagrożonych IUCN jest klasyfikowany jako gatunek zagrożony (EN – Endangered). Liczebność populacji szacowana jest na około 6000 dorosłych osobników. Trend liczebności populacji, po silnych spadkach w XX wieku, oceniany jest obecnie jako stabilny.